# Hardeknud (Knud 1.)
 Der er flere personer med dette navn, se Hardeknud (flertydig).
Hardeknud (Knud 1.) er en semi-historisk sagnkonge, der muligvis blev konge af dele af Danmark som mindreårig i 891 med den norske Helge som "statholder" (Adams Heiligo). Hardeknuds dødsår kendes ikke, men han var efter al sandsynlighed død i 936, hvor Adam af Bremen nævnte Gorm den Gamle som konge. Gorm betragtes som Danmarks første dokumenterede konge i den nuværende kongerække.
Ragnarssona þáttr beskriver Hardeknud som søn af den sagnfiguren Sigurd Orm-i-Øje, der igen er en af Regnar Lodbrogs sønner.

## Forhistorien
Frankerne fortalte i 873 om danernes kongebrødre Sigifrid og Halbdene og om Sigifrids død sydpå 887 eller 891. Sagaerne fortalte, at Sigifrids ven Helge overtog styret på vegne af hans søn Hardeknud. Adam af Bremen fortalte, at Heiligo (Helge) i 890'erne var blevet fortrængt med våbenmagt af Olaf, der efter sigende kom fra Sverige, som på grund af Birka-ruten havde en særlig interesse i, at Hedeby fungerede sikkert. Sandsynligvis indtog han kun Hedebyområdet, men tyskere og frankere var tilbøjelige til at se grænseområdet mod dem selv som hele Danmark, selv om landet ikke sjældent var opdelt i flere kongeriger - i perioder med en form for overkonger i syddanernes grænseområde ved Hedeby. Da Olav døde skal to af hans sønner have styret som samkonger, og derefter blev Sigtrygg Gnupasson konge. Sigtrygg var søn af Olavs søn Gnupa og en dansk adelskvinde ved navn Åsfrid. De er historiske figurer, da de er anført på to runestene som blev rejst ved Hedeby af Asfrid.

## Hardeknud
Navnet optræder første gang som Hardicnut på en dansker i York og siden kun i den danske kongerække, så man ved ikke om baggrunden for dette tilnavn til en Cnut var nordisk eller engelsk-påvirket. Hardegon var Adams misforståelse af navnet Hardeknud, hvilket nu bekræftes af en mønt fra 900-903 fundet i 2011 i Silverdale i Northumbria med navnet Airdeconut Rex,) der viser et mellemstadie af misforståelsen. Det bestyrkes af, at Hardeknud II's navn 35 år før Adam blev stavet på 23 forskellige måder på mønter, hvoraf to var uden H - den ene endda med navnet Ardecnut på en mønt fra Lincoln.
Kilden Adam af Bremen nævner kun navnet Hardeknud i en meget omdiskuteret sammenhæng (Adam af Bremen I,55): : "Hos danerne herskede på den tid Hardecnuth +<...>+ Vorm.." Den tolkes normalt ”Hardeknuds søn Gorm”. Om Hardegon skriver han (Adam af Bremen I,55): "Han (Sigerich) havde ikke regeret længe, før Sueins søn, Hardegon, kommende fra Nortmannia, frarøvede ham tronen." Ifølge Adam skulle magten være frarøvet Sigerich (Sigtrygg?) på bisp Hogers tid (911-17), men det harmonerer ikke med de øvrige mere samtidige tyske kilder, herunder Widukind, som omtalte den tyske konges angreb på Hedeby og kong Cnops dåb her i 934 – altså Sigtryggs far, Gnupa. Adam fortæller, at da ærkebiskop Unni derefter i 936 kom til danerne, mødte han kong Gorm. Hardeknud antages derfor død inden 936. Den angivne fader til Hardegon, Suein, er totalt ukendt, bortset fra at den loyale Roskildekrønike citerede navnet, men gav ham Svend Tveskægs historie og øjensynligt Sigafrid III's plads - så krøniken kendte ham altså heller ikke. Nortmannia kan være alle normannernes (nordboernes) besiddelser - herunder Northumbria, som er det eneste sted overhovedet, hvor navnet Hardeknud er fundet udover i den danske kongerække. Adam nævner netop Northumbrias hovedby, York, som danernes besiddelse på den tid, men også Norge, Normandiet og Sjælland er blevet foreslået. Det er alt, hvad vi ved om Hardeknud fra Adam og de tyske kilder.
Adam blev i 1900-tallet betragtet som den sikreste kilde til Harald Blåtands forgængere, da han "kun" skrev 150-200 år efter begivenhederne som en angiveligt neutral kirkelig beretter, og da han angav at have fået mange af sine oplysninger om nordisk historie mundtligt fra den danske konge, Svend 2. Estridsen. I 1998 fremsatte den svenske historiker, Henrik Janson, imidlertid en kraftig kritik af Adam sekunderet af den danske professor, Niels Lund, som i 2018 udvidede kritikken med, at der er al mulig grund til at være på vagt, når Adam brugte mundtlige oplysninger. Adam var alt andet end neutral, idet han manipulerede til fordel for Hamburg-kirkens og Harald Blåtands renommé. Det er derfor oplagt også at sammenholde med alle de andre kilder.
Alle kilder omfatter også de danske krøniker og de norrønne sagaer, hvor både Ragnarssona þáttr og Olaf Trygvassons Saga en mesta fortalte om Regnar Lodbrog, som bl.a. fik sønnerne Ivar, Halfdan og Sigurd Ormøje. De nævnes af de engelske og/eller frankiske annaler og af Adam, som også kaldte Ivar norsk - muligvis fordi Regnar ifølge Saxo var søn af nordmanden Siward (Sigifrid II), som faldt i 812 som Godfreds nevø (Frankiske Rigsannaler) eller gift med Godfreds søster (Saxo). Sigurd Ormøje, som blev dræbt i Frankerriget i 887-91, fik ifølge de to sagaer sønnen Knud I. Den mindreårige Knud overtog ifølge Ragnarssona þáttr Sjælland, Skåne og Halland, og fik tilnavnet Hardeknud - et tilnavn som også Roskildekrøniken kendte.
Jomsvikingernes saga indledtes med beretningen om Knud den Fundne, der blev fundet i skoven. Knud den Fundne omtales også i Ragnarssona þáttr som plejefar for Knud I eller hans søn Gorm, der fik plejefarens navn. Et oplagt sted at sætte Sigurds mindreårige søn i sikker pleje var hos Ivars og Halfdans familie, som på den tid ifølge Adam ovenfor var ved magten i Northumbrias hovedby, York. Netop i York kendes fra Symeon of Durham (1129) historien om danskeren Hardicnut, hvis søn Guthfrith i 883 blev valgt som en kristen dansk konge i York. Symeon byggede på en hagiografi om Cuthbert. Guthfrith kendes imidlertid også fra engelske krøniker og blev begravet i York Minster i 895/96. Hardicnut må derfor have været en generation ældre end Hardeknud I og nævnes ikke som konge, men han kan have været den danske kongesøns plejefar fra sagaerne. Kilden til Hardicnuts navn var sen, så Niels Lund var med rette skeptisk, men Silverdale-mønten bekræfter nu efterfølgende det meget usædvanlige navns eksistens i York som det eneste sted udover den danske kongerække. Gareth Williams, som er en af kilderne til de engelske oplysninger i dette afsnit, har foreslået Airdeconut som en helt ukendt efterkommer af Hardicnut, men det er også foreslået, at han var den danske kongesøn – altså Hardicnuts plejesøn. Måske har plejefamilien prøvet at køre Hardeknud i stilling som konge i York på grund af hans bedre afstamning - indtil 902, hvor Alfred den Stores slægt blandede sig i York. I så fald kan Hardeknud være rejst hjem til sit rige i Danmark omkring 902-3. Historien om plejeforholdet og York giver forklaring på nogle meget usædvanlige sammenhænge, som vanskeligt kan være tilfældigheder, men kongerækken afhænger ikke heraf, da Hardeknud blot kunne være vokset op på Sjælland.
Også Svend Aggesen (ca. 1185) nævnte Knud som søn af Sigurd Ormøje, men udover en anekdote om navnet omtalte han stort set kun Knuds værge, Ennignub, som kan have været en forvanskning af ”Engelske Knud”, altså Hardicnut.[kilde mangler] Saxo omtalte ligeledes Ennignub, men fortalte ellers blot, at Knud blev "en over al forventning gæv mand. Kun den ene ting ved ham må man begræde: Han døde uden at have antaget kristendommen." Det sidste står i modstrid med korset på Airdecnut-mønten, men det var næppe usædvanligt, at man kunne optræde som kristen i England og hedning i Danmark.

## Kongerækken omkring Hardeknud
Roskildekrønikens oversætter, Michael Gelting, nævner i forordet, at der må være brugt et parallelt engelsk forlæg. Stiller man derefter kongerækkerne fra hovedkilderne Adam, Roskildekrøniken, Svend Aggesen, Saxo og sagaerne op ved siden af hinanden (Link til lister), fjerner Godfreds fejlplacerede barnebarn, Erik Barn, fra Saxo og fjerner de tre helt ukendte kristne konger, som kom fra den tidlige Roskildekrønike, er den eneste forskel på kongelisterne, at Suein indgår uden indhold hos Adam og den Adam-loyale Roskildekrønike på den plads, hvor de øvrige kilder har Sievert. De eliminerede tilføjelser var et led i kirkens og Absalon-skribenternes manipulation med kongerækkerne, som det er fremgået af de sidste årtiers kildekritik. Navnet Sievert forekommer i de skriftlige kilder som Sigafrid / Sigifred / Siwardus / Sigurd Ormøje. Når man tager hensyn dels til Niels Lunds advarsel mod Adams mundlige kilder fra 2018, dels til de utallige ovenfor omtalte stave-versioner af navne i krøniker og på mønter, og dels til det forhold, at Adam i selvsamme afsnit også stavede Sigtrygg og Hardeknud forkert og fejldaterede begivenheden, er det oplagt, at Suein næppe er andet end højtyskerens misforståelse af det hørte danske Sievert, da han skulle stave det på latin - eller en bevidst manipulation. Det burde heller ikke undre, at der bag alle krønikernes og sagaernes røverhistorier lå samme kongerække, som var alment kendt, da den legitimerede kongskandidaternes adkomst til at blive valgt.
De sidste årtiers kildekritik indebærer, at Adams fejlbehæftede sætning må anses for mindst lige så usikker som de danske kilder, hvad angår kongeslægten – og ingen af dem er i nærheden af at være samtidige. Adam kan derfor ikke tilsidesætte de øvrige. Pt. er man derfor nødt til at gøre op med sig selv, om man vil følge traditionen med Erik Arups 100 år gamle tolkning, der ensidigt byggede på Adam og indebar et ukendt navn fra et ukendt land, eller om man vil mene, at det mest sandsynlige resultat opnås ved at tage konsekvensen af kildekritikken og analysere alle fem hovedkilde-typer parallelt - korrigeret med 3 oplagte rettelser efter nyeste kildekritik og møntfund. Man undgår her at vægte sikkerheden, da alle overraskende viser samme kongerække, Sigurd - (Harde-)Knud - Gorm den Gamle, hvor Sigurd ifølge Saxo, Svend Aggesen og sagaerne var den sagnomspundne Regner Lodbrogs efterkommer. Der kendes ingen acceptable alternativer til de to muligheder, hvor kildekritikkens konsekvenser endnu ikke ses afvejet fagligt.[kilde mangler]

## Fodnoter
1. ↑  Sprogforskeren Herman Møller udtaler ingen problemer i at identificere Adam af Bremens og Roskildekrønikens Svend med de forskellige krønikers Sigurðr Orm i auga.[10]